# Coulommes-la-Montagne
Coulommes-la-Montagne ist eine französische Gemeinde mit 207 Einwohnern (Stand: 1. Januar 2022) im Département Marne in der Region Grand Est (vor 2016 Champagne-Ardenne). Sie gehört zum Arrondissement Reims und zum Kanton Fismes-Montagne de Reims (bis 2015  Ville-en-Tardenois).

## Geographie
Coulommes-la-Montagne liegt etwa 15 Kilometer westsüdwestlich von Reims.
Nachbargemeinden von Coulommes-la-Montagne sind Vrigny im Norden, Ormes im Osten und Nordosten, Pargny-lès-Reims im Süden und Osten, Saint-Euphraise-et-Clairizet im Südwesten sowie Méry-Prémecy im Westen und Nordwesten.

## Bevölkerungsentwicklung
| Jahr                       | 1962 | 1968 | 1975 | 1982 | 1990 | 1999 | 2006 | 2018 |
| Einwohner                  | 137  | 144  | 165  | 206  | 228  | 222  | 204  | 206  |
| Quellen: Cassini und INSEE |      |      |      |      |      |      |      |      |

## Sehenswürdigkeiten
- Kirche Saint-Rémi aus dem 12. Jahrhundert, Monument historique
- Schloss Belleaucourt, Monument historique

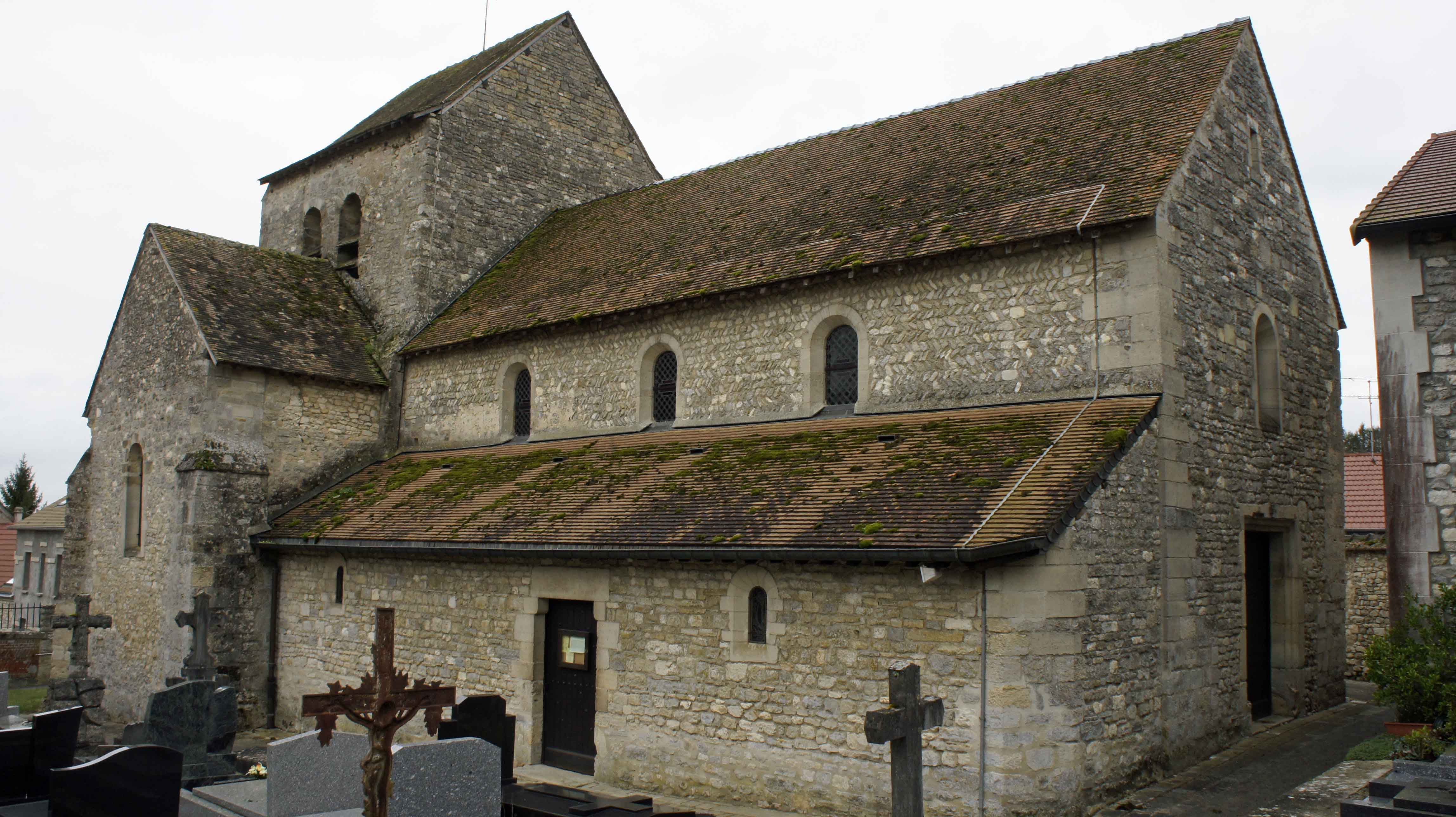
Kirche Saint-Rémi